# Parides phosphorus
Parides phosphorus is een vlinder uit de familie van de pages (Papilionidae). De wetenschappelijke naam van de soort is voor het eerst geldig gepubliceerd in 1861 door Henry Walter Bates.